# Hollister Co.
Hollister Co., HCO, eller Hollister, är ett amerikanskt klädföretag ägt av Abercrombie & Fitch Co. Hollisters kläder är inspirerade av södra Kaliforniens surflivsstil vilket återspeglas i både kläder och, inte minst, i butikernas design. Företaget säljer kläderna i egna butiker eller genom online-affären hollisterco.com.

## Butiker
Under juli 2009 öppnade Hollister sin första flaggskeppsbutik i SoHo på Manhattan i New York under stor uppmärksamhet. Butiken har fyra våningsplan och inredningen påminner om lyxiga sommarhus vid stranden i Kalifornien, alla exklusivt inredda. Idag finns, förutom en lång rad butiker i Nordamerika, även flera butiker i Europa, bland annat i London, Storbritannien i shoppinggalleriorna Westfield London och Brent Cross. Det finns planer på att fortsätta expansionen i Storbritannien med ytterligare en galleria-butik under nästkommande år.
I Sverige fanns tre butiker, en i Täby centrum norr om Stockholm, en i Gallerian i Stockholm city, och en på Emporia Malmö. 2021 stängde Hollister alla sina butiker i Sverige.

## Image
Den fiktiva "historien" om Hollister berättar att företaget grundades av J. M. Hollister 1922 av en handelsresande från västkusten och Södra Kalifornien. Alla Abercrombie & Fitch Co.:s spin-off brands har egna fiktiva berättelser om hur företagen grundades (inklusive RUEHL No.925 och Gilly Hicks). HCO:s stora och snabba framgångar fick Abercrombie & Fitch Co. att inse att man kannibaliserade på sitt primära varumärke Abercrombie & Fitch. För att ännu tydligare göra skillnad på varumärkena A&F och HCO, fick den förstnämnda använda sig av vissa typer av material som saknades hos dotterbolaget, trots det höjdes priserna för Hollister. Bolaget öppnade sin första egna butik i New Albany, Ohio juli 2000.